# Citroën C4 Cactus
Citroën C4 Cactus este un SUV crossover subcompact, comercializat de producătorul francez Citroën în Spania între aprilie 2014 și decembrie 2017. Producția faceliftului a început în octombrie 2017 și a continuat până în mai 2020 la Villaverde, ultimele luni de producție fiind întrerupte de pandemia de COVID-19. C4 Cactus este considerat un SUV compact, deși se bazează pe platforma PSA PF1 care stă la baza modelelor Citroën C3 și DS 3.
O caracteristică distinctivă a designului este panourile „AirBump” de pe lateralele mașinii, concepute pentru a proteja vehiculul de zgârieturi în parcări. Conceptul Citroën Cactus, prezentat la Salonul Auto de la Frankfurt din 2013, a precedat versiunea de serie, care a fost prezentată la Salonul Auto de la Geneva din 2014.